# Flying Dream 1
Flying Dream 1 è il nono album in studio del gruppo musicale britannico Elbow, pubblicato nel 2021.

## Tracce
1. Flying Dream 1 – 4:34
2. After the Eclipse – 4:18
3. Is It a Bird – 4:12
4. Six Words – 5:06
5. Calm and Happy – 3:06
6. Come On, Blue – 5:19
7. The Only Road – 4:23
8. Red Sky Radio (Baby Baby Baby) – 4:08
9. The Seldom Seen Kid – 4:18
10. What Am I Without You – 5:08

## Formazione

### Elbow
- Guy Garvey – voce
- Craig Potter – tastiera
- Mark Potter – chitarra
- Pete Turner – basso

### Altri musicisti
- Sarah Field – clarinetto, sassofono
- Jesca Hoop – cori
- Alex Reeves – batteria, percussioni
- Wilson Atie, Adeleye Omotayo, Marit Røkeberg – cori